# Micrixalus kottigeharensis
Micrixalus kottigeharensis es una especie de anfibios de la familia Micrixalidae.

## Distribución geográfica
Es endémica de los Ghats Occidentales (India).

## Estado de conservación
Se encuentra amenazada de extinción por la pérdida de su hábitat natural.